# Copa Tower 1910/11
Die Copa Tower 1910/11 war die vierte Austragung des mexikanischen Fußball-Pokalwettbewerbs, der 1932 in Copa México umbenannt wurde. Teilnehmer waren die vier Mannschaften, die in derselben Spielzeit auch die mexikanische Fußballmeisterschaft ausgetragen haben. Das Turnier wurde von der Spielgemeinschaft British Popo, einem nur in dieser Spielzeit bestehenden Zusammenschluss der Mannschaften vom British Club und Popo Park FC, gewonnen.

## Modus
Das Pokalturnier wurde im Januar 1911 während der zu dieser Zeit unterbrochenen Punktspielrunde der Meisterschaft im K.o.-Verfahren ausgetragen. Es begann mit der am 16. Januar 1911 ausgetragenen Begegnung zwischen dem späteren Sieger British Popo und dem Liganeuling Club México und endete mit der Finalpaarung am 30. Januar 1911, in der die Spielgemeinschaft von British Popo den Titelverteidiger und späteren Meister Reforma Athletic Club durch ein Tor von Patterson mit 1:0 besiegte.
Alle Spiele des Pokalturniers wurden auf dem Campo del Reforma Athletic Club II in Chapultepec ausgetragen.

## Die Spiele

### Halbfinale
|              | Ergebnis |             |
| ------------ | -------- | ----------- |
| British Popo | 5:0      | Club México |
| Reforma AC   | 3:0      | Pachuca AC  |

### Finale
|              | Ergebnis |         |
| ------------ | -------- | ------- |
| British Popo | AC 1:0   | Reforma |